# ロジテック
ロジテック株式会社 (英: Logitec Corp.) は、日本のコンピュータ周辺機器メーカー。エレコムの100%子会社。国内でLogitecブランドの外付けHDDや光学ドライブ、スマートフォン用アクセサリの開発・販売を行う。
なお「ロジテック」以前には、設立時の親会社である関東電子機器販売がラジコンや家庭用テレビゲーム等に「ロジテック」の商標を用いた事もある。

## 沿革
- 1982年（昭和57年）6月11日 - 会社設立[5]。当初は関東電子機器販売（現:TD SYNNEX）の子会社であった。
  - 12月 - 伊那工場完成[5]。
- 1989年（平成元年）4月 - 丸紅グループ傘下となる[5]。
- 2001年（平成13年）9月 - ISO 14001の認証を取得[5]。
- 2004年（平成16年）12月 - 親会社の丸紅インフォテック[4]が全保有株式をエレコムに譲渡。液晶ディスプレイ製品をELECOMブランドに統合。
  - 2000年代から海外メーカーの価格攻勢により業績が悪化し、起死回生を図るべく提携先を探していた。そんな中、エレコムからの申し入れがあり、選択と集中を進めていた丸紅インフォテックの合意を得て、エレコムによる買収が成立した[6]。
- 2007年（平成19年）6月 - 長野事業所でデータ復旧サービスを開始。
- 2008年（平成20年）9月 - 本社を東京都千代田区一ツ橋に移転[5]。
- 2010年（平成22年）10月 - 長野事業所をロジテックINAソリューションズ株式会社として分割、翌年4月から事業活動開始。
- 2012年（平成24年）5月 - 無線LANルータ製品の脆弱性が発覚。
- 2012年（平成24年）10月 - ネットワーク関連製品とAV関連製品をELECOMブランドに統合[7][8]。
- 2018年（平成30年）11月19日 - 本社を東京都千代田区四番町から現在の場所に移転[2]。

## 主な製品

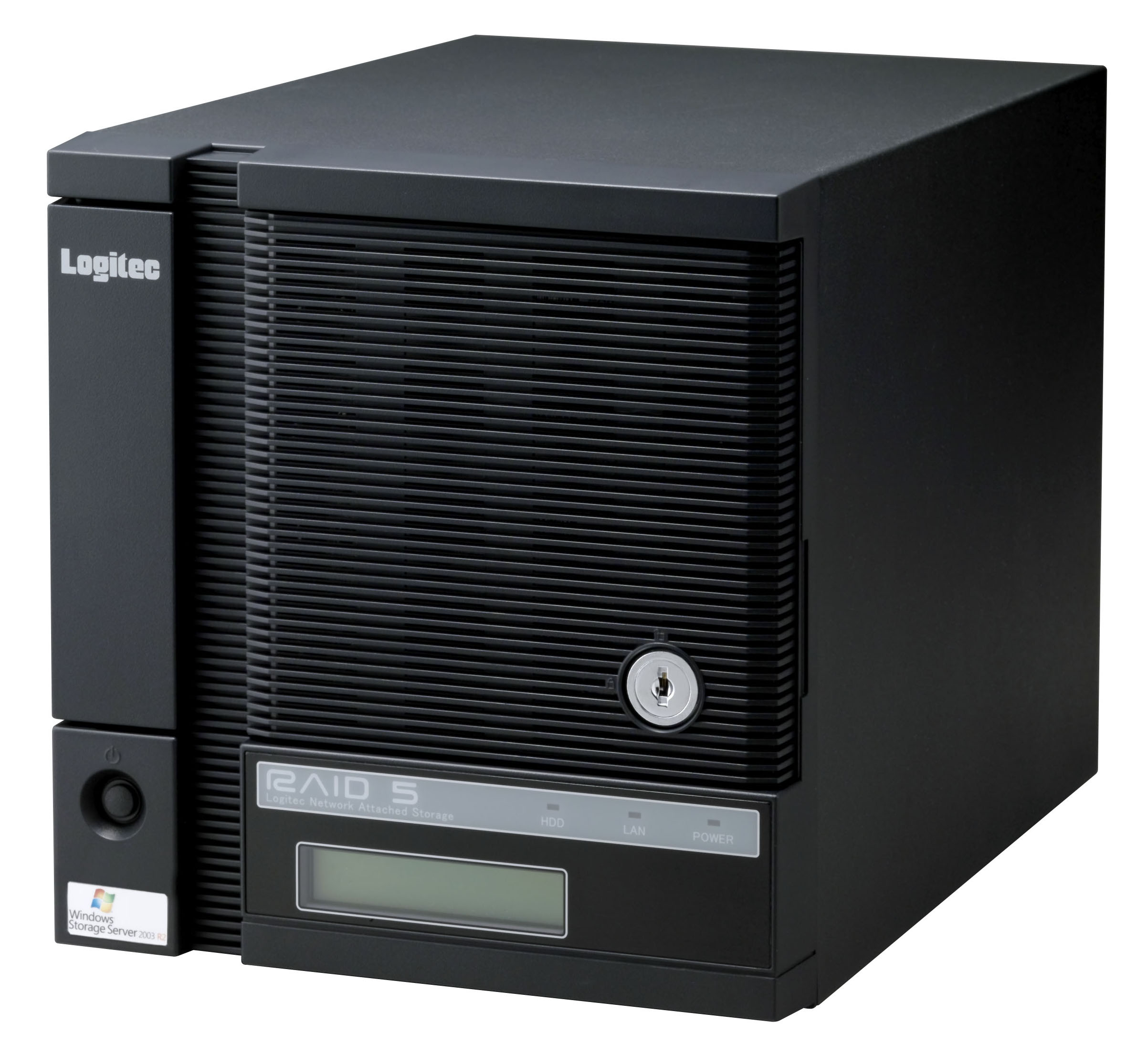
ロジテックのNAS

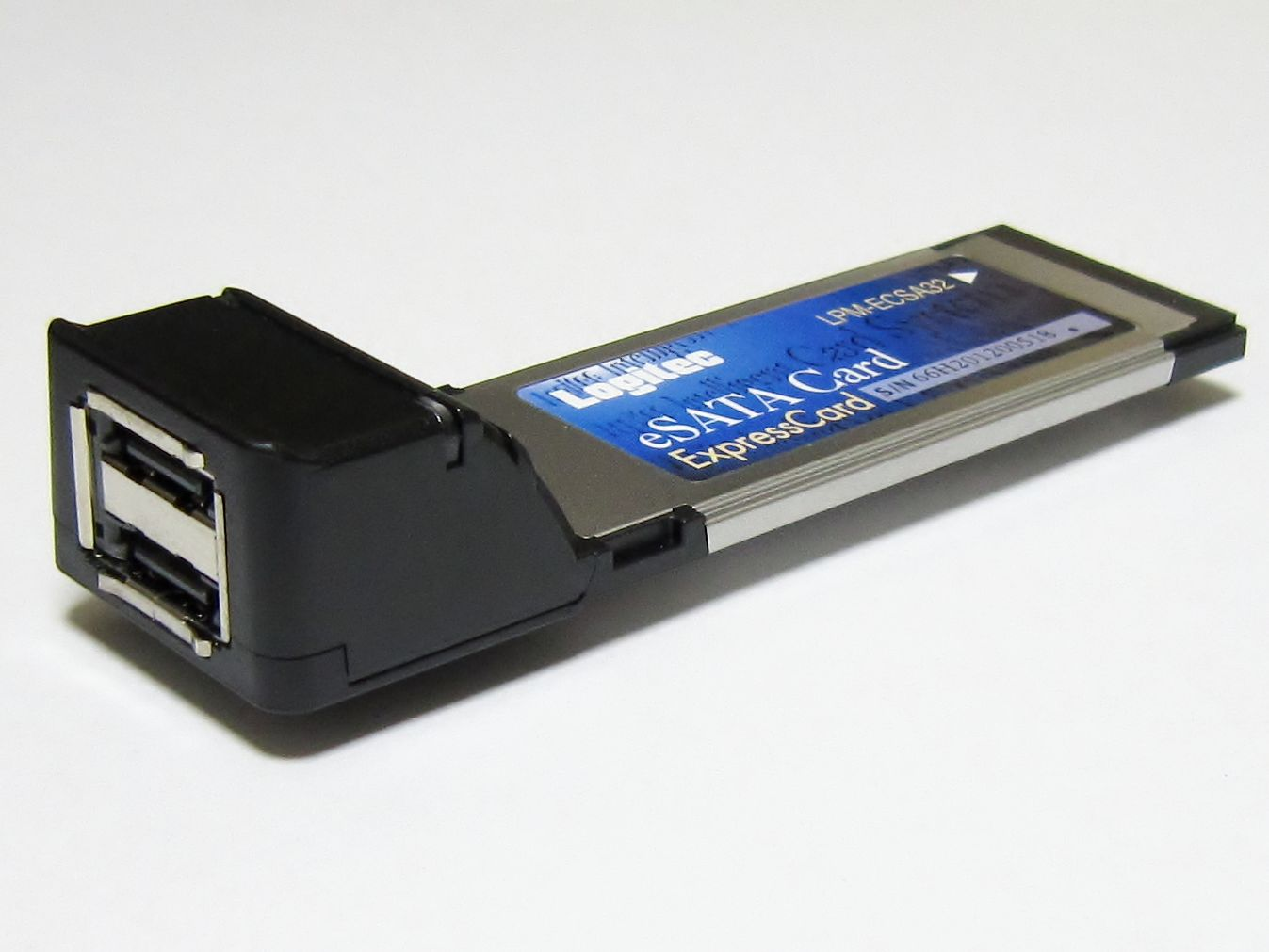
ロジテックのeSATA ExpressCard

- 外付けHDD/SSD
- 外付け光学ドライブ
- NAS
- スマートフォンアクセサリ
- 無線LANルータ（終息）

300Mbps USBポート付無線ルータ（2009年度グッドデザイン賞受賞） LAN-W300N/DR
- Bluetoothアクセサリ（終息）

Bluetooth V2.1+EDR (Enhanced Data Rate)対応ワイヤレスヘッドフォン LBT-HP120C2
- FMトランスミッター（終息）

リモコン搭載 車載用トランスミッター LAT-FMi300BK
- 液晶ディスプレイ（終息）
- 外付け光磁気ディスクドライブ（終息）

## その他

### 無線LANルータの脆弱性問題
2012年5月16日、同社の300 Mbps無線LANブロードバンドルータに「PPPoEの認証ID」および「PPPoEの認証パスワード」が外部より取得される脆弱性があることが発表された。同日より修正版のファームウェアも配信されたが、主に家電量販店などを通じて不特定多数に販売された27万台すべてに対し、手動でファームウェア更新を実施してもらうことは困難を極めた。
結果として脆弱性の放置された同社製無線LANルータから認証情報が詐取され、身元を隠す目的でネットバンキングの不正送金事件などに悪用されるケースが相次ぎ、警視庁・総務省・通信事業者を巻き込んだ一大事に発展する。総務省は通信の秘密に関する業界ガイドラインを見直し、脆弱性の存在するルータを探し出すことが緊急避難措置として違法性阻却事由にあたることを明確化。通信事業者 (ISP) は脆弱性の存在するルータの所有者を洗い出し、契約者への通知を実施。警視庁は不正送金の幇助を行っていたプロキシサーバ運営会社を摘発。ロジテックは新聞広告を掲載して消費者にファームウェア更新を呼び掛けた。
これら業界を挙げた取り組みは3年以上に渡って行われ、未更新製品は大幅に減少したが、未だに6千台程が未更新のまま残っているとみられる。テレコム・アイザック推進会議によれば、1台数千円の無線LANルータの脆弱性対策に1台あたり1万円以上の経費が掛かったという。ブランドイメージの悪化したロジテックはネットワーク関連製品からの撤退を余儀なくされた。

## 関連子会社
- ロジテックINAソリューションズ株式会社（ロジテックアイエヌエーソリューションズ、法人番号：6100001023959） - 〒396-0111 長野県伊那市美篶8268番地1000 - 旧:ロジテック株式会社長野事業所